# Ichthyodes striata
Ichthyodes striata är en skalbaggsart som först beskrevs av Aurivillius 1916.  Ichthyodes striata ingår i släktet Ichthyodes och familjen långhorningar. Inga underarter finns listade i Catalogue of Life.